# Учёные за мир на Ближнем Востоке
Учёные за мир на Ближнем Востоке (англ. Scholars for Peace in the Middle East, сокр. SPME) — международная неправительственная организация. SPME объединяет учёных, преподавателей и исследователей, занимающихся вопросами мира и безопасности на Ближнем Востоке. Целями организации являются продвижение академических свобод, борьба с антисемитизмом в академической среде и противостояние кампаниям за академический бойкот Израиля.

## История
Организация «Учёные за мир на Ближнем Востоке» была основана в 2002 году в ответ на рост антисемитизма и антисионизма в академической среде, особенно в университетах США и Европы. Инициатором создания организации стал профессор Эдвард Бек, который стремился объединить учёных для борьбы с искажённым представлением об Израиле и евреях в университетских кругах.
Первоначальной задачей SPME было создать международную сеть преподавателей и учёных, которые могли бы поддерживать друг друга и выступать в защиту академической свободы и объективного подхода к ближневосточным вопросам. В рамках этой инициативы организация начала выпускать информационные бюллетени, публиковать аналитические статьи и проводить вебинары для академического сообщества. SPME активно поддерживала преподавателей и студентов, которые сталкивались с давлением и дискриминацией за их взгляды на Израиль. Организация открыла ряд отделений в кампусах, занимающихся мониторингом случаев дискриминации на территории университетов. Одним из ключевых направлений деятельности SPME стало противодействие кампании по бойкоту Израиля в академической среде, а также продвижение более объективного освещения ближневосточного конфликта в учебных программах. SPME насчитывает десятки тысяч участников.

## Деятельность

### Академическая свобода и борьба с бойкотом
Одной из ключевых миссий SPME является противодействие кампании BDS в академической среде. Организация активно реагирует на случаи, когда студенты и преподаватели сталкиваются с давлением или дискриминацией из-за их поддержки Израиля или отказа поддерживать кампании по его бойкоту. SPME публикует открытые письма и заявления, призывающие университетские администрации защищать права академических работников и студентов.
Так, в ответ на многочисленные случаи предвзятости против Израиля в Калифорнийском университете в Санта-Крузе, связанные с деятельностью преподавателей левых взглядов, местное отделение SPME задокументировало эти инциденты и представило материалы в академический сенат и администрацию университета. В ответ на решение британского Профсоюза университетов и колледжей бойкотировать Израиль, SPME направила руководителю NATFHE, одной из входящих в него ассоциаций, петицию с требованием оградить академическую свободу от влияния политики. SPME также осудила американскую Ассоциацию ближневосточных исследований (MESA) за поддержку бойкота Израиля.
SPME осудила деятельность Анджелы Дэвис, расценив её деятельность и заявления, связанные с ближневосточным конфликтом, как антисемитские.

### Публикации и образовательные инициативы
Организация публикует исследования, отчёты и аналитические статьи о проявлениях антисемитизма и антисионизма в университетах. SPME выпускает информационные бюллетени и организует вебинары, семинары и конференции, в которых участвуют академики, общественные деятели и правозащитники.
Основные публикации включают в себя:
- The Case Against Academic Boycotts of Israel (ed. by Cary Nelson, Gabriel Noah Brahm). SPME, 2014. ISBN 978-0990331605.
- Akademiker für Frieden im Nahen Osten (Elvira Grözinger, Sylke Kirschnick). SPME, 2021.
- Erinnerungspolitische Wendemanöver oder: Preisgekrönte Häupter abgeschlagen? (Sylke Kirschnick). SPME, 2021.
- Erklärung von Scholars for Peace in the Middle East Deutschland e.V. (Wolfgang Bock, Elvira Groezinger). SPME, 2020.
- PFLP celebrates jubilee year in Berlin — (Benjamin Weinthal). SPME, 2018.

### Сетевое взаимодействие учёных
SPME управляет международной сетью, объединяющей преподавателей и исследователей со всего мира. Эта сеть позволяет членам обмениваться информацией, получать поддержку и координировать действия для защиты академической свободы. SPME регулярно выпускает открытые письма и организует совместные действия с другими правозащитными и академическими организациями.

## Оценки

### Положительные
Сторонники Израиля характеризуют SPME как важную инициативу по борьбе с антисемитизмом в академической среде и университетских кампусах, стремящуюся добиться честного и взвешенного отношения к Израилю.

### Отрицательные
Учёные и активисты, занимающие антиизраильские позиции и поддерживающие бойкот Израиля, обвиняют SPME в политизации науки и продвижении односторонних взглядов под предлогом борьбы с антисемитизмом.